# Astrohamma tuberculatus
Astrohamma tuberculatus är en ormstjärneart som först beskrevs av Jean Baptiste François René Koehler 1923.  Astrohamma tuberculatus ingår i släktet Astrohamma och familjen medusahuvuden. Inga underarter finns listade i Catalogue of Life.